# エドワード・モンタギュー (第8代サンドウィッチ伯爵)

1910年代のサンドウィッチ伯爵

第8代サンドウィッチ伯爵エドワード・ジョージ・ヘンリー・モンタギュー（英語: Edward George Henry Montagu, 8th Earl of Sandwich KCVO KStJ、1839年7月13日 – 1916年6月26日）は、イギリスの貴族、政治家。庶民院議員、ハンティンドンシャー統監を務めた。1884年までヒンチンブルック子爵の儀礼称号を使用した。

## 生涯
第7代サンドウィッチ伯爵ジョン・ウィリアム・モンタギューと1人目の妻メアリー（1812年6月16日 – 1859年2月20日、初代アングルシー侯爵ヘンリー・ウィリアム・パジェットの娘）の息子として、1839年7月13日にオールド・バーリントン・ストリートのアクスブリッジ・ハウス（Uxbridge House）で生まれ、22日にウェストミンスターのセント・ジェームズ教会 (ピカデリー)で洗礼を受けた。1852年から1857年までイートン・カレッジで教育を受けた後、1857年12月18日に騎兵少尉（Ensign and Lieutenant）としての辞令を購入してグレナディアガーズに入隊、1862年5月16日に中尉としての辞令を購入して昇進した。1864年6月3日に第2大隊の副官（Adjutant）に任命され、1870年7月10日に大尉（Captain and Lieutenant-Colonel）に昇進、1881年9月12日に大佐に昇進した。1884年4月30日にキングス・ロイヤル・ライフル・コープス第5大隊の名誉隊長に任命され、同年7月16日に軍務から引退した。
外交使節としても活動し、1858年9月にアタッシェとして初代ストラトフォード・ド・レッドクリフ子爵ストラトフォード・カニング率いるイスタンブールへの使節団に随行した。1860年にウェールズ公エドワード（のちの国王エドワード7世）に随行してカナダとアメリカ合衆国を訪れ、1861年3月にプロイセン王ヴィルヘルム1世にガーター勲章を授与するための使節団の1人に選ばれ、同年10月にもヴィルヘルム1世の戴冠式へのイギリス使節団の1人に選ばれた。エドワード7世は即位後の1906年6月30日にサンドウィッチ伯爵の邸宅ヒンチンブルック・ハウスを訪れている。
1876年にハンティンドン選挙区の補欠選挙で保守党候補として出馬、当選を果たした。1880年イギリス総選挙で再選して、爵位継承まで庶民院議員を務めた。1884年3月3日に父が死去すると、サンドウィッチ伯爵位を継承した。1900年イギリス総選挙では自由党候補を支持したが、のちに自由党の財政政策に反対して自由党を支持しなくなった。
1883年時点でドーセットに5,286エーカー、ハンティンドンシャー（現ケンブリッジシャー西部）に3,219エーカー、コーンウォールに28エーカー、リムリック県に2,844エーカーの領地を所有し、合計で年収16,423ポンドに相当したが、1886年ごろにコーンウォールの領地を売却、1914年にアイルランドの土地購入法に基づきリムリック県の領地を売却した。
1891年2月から1916年に死去するまでハンティンドンシャー統監を務めた。1906年7月2日にロイヤル・ヴィクトリア勲章ナイト・コマンダーを授与されたほか、聖ヨハネ騎士団ナイト・オブ・ジャスティスにも叙されている。
1916年6月26日に生涯未婚のまま、肺炎によりヒンチンブルックで死去、ケンブリッジシャーのブランプトンで埋葬された。弟ヴィクター・アレグザンダーの息子ジョージ・チャールズが爵位を継承した。